# باسل الخطيب
باسل الخطيب مخرج تلفزيوني وسينمائي مقيم في سوريا من أصل فلسطيني، وعميد المعهد العالي للفنون السينمائية بدمشق منذ 2021.

## حياته الشخصية
ينتمي لعائلة أدبية عريقة فهو نجل الشاعر الفلسطيني يوسف الخطيب المولود في مدينة دورا الفلسطينية، التي تقع في جنوب الضفة الغربية بمحافظة الخليل، وابن السيدة بهاء الريس، نجلة نائب رئيس المجلس التشريعي ورئيس بلدية غزة منير الريس، وشقيقة الشاعر والأديب الراحل ناهض الريس  كما أن باسل هو الشقيق التوأم البكر الذي سبق أخاه بادي الخطيب (1962) الموظف في الأمم المتحدة في فيينا بدقائق معدودة، وشقيق المؤلف تليد الخطيب (1979) وطبيبة الأسنان أسيل الخطيب (1970) والمذيعة هديل الخطيب (1977) وأندى الخطيب (1985) الحاصلة على درجة ماجستير إدارة الأعمال.
ولد باسل الخطيب وترعرع في هيلفرسوم في هيتغوا بهولندا عام 1962، ثم حصل على دبلوم في الإخراج السينمائي والتلفزيوني من موسكو، قدّم باسل كمّاً من المسلسلات السورية المتميزة ابتدأها بمسلسل «يوم بيوم» و«أيام الغضب» ليتابع تميزه وتمايزه عن الآخرين بإخراجه لأعمال خالدة ضلت راسخة في ذاكرة الدراما السورية مثل مسلسل هولاكو، مسلسل أنا القدس، أبو زيد الهلالي، مسلسل نزار قباني.
تزوج باسل من ديانا جبور مديرة التلفزيون العربي السوري سابقا وأنجبا ولداً عام 1995 يدعى مجيد.

## دراسته
- الشهادة الابتدائية - معهد الحرية بدمشق 1973.
- الشهادة الثانوية ـ ثانوية ابن خلدون بدمشق 1980.
- قسم اللغة الإنكليزية وآدابها بجامعة دمشق.
- قسم الإخراج السينمائي والتلفزيوني في المعهد العالي للسينما في موسكو تحت إشراف المخرج المعروف الكسندر زغوريدي

## جوائز وتكريمات
- مهرجان الداخلة السينمائي - الدورة الرابعة الجائزة الكبرى عن فيلم مريم
- مهرجان مسقط السينمائي - الدورة الثامنة
- مهرجان وهران للفيلم العربي - الدورة السابعة
- عرض تكريمي في مهرجان موسكو السينمائي الدولي - عام 2014
- جائزة أفضل إخراج بفيلمه «سوريون» والذي شارك بالدورة 32 بمهرجان الإسكندرية السينمائي عام 2016.

## أعماله

### في السـينما
- جنون - فيلم قصير (1982)
- الروح الثانية - فيلم قصير (1984)
- أمينة - فيلم قصير (1986)
- اللعنة - مشروع التخرج (1987)
- مسارات النور - فيلم قصير (1995)
- قيامة مدينة - فيلم قصير (1995)
- الرسالة الأخيرة - فيلم روائي طويل (1998)
- موكب الإباء (2005)
- مريم (2012)
- الأب (2015)
- الأم (2015)
- سوريون (2016)[4]
- دمشق - حلب (2019)
- الحكيم (2023)[5]
- يومين (2024)[6]

### في التلفزيون

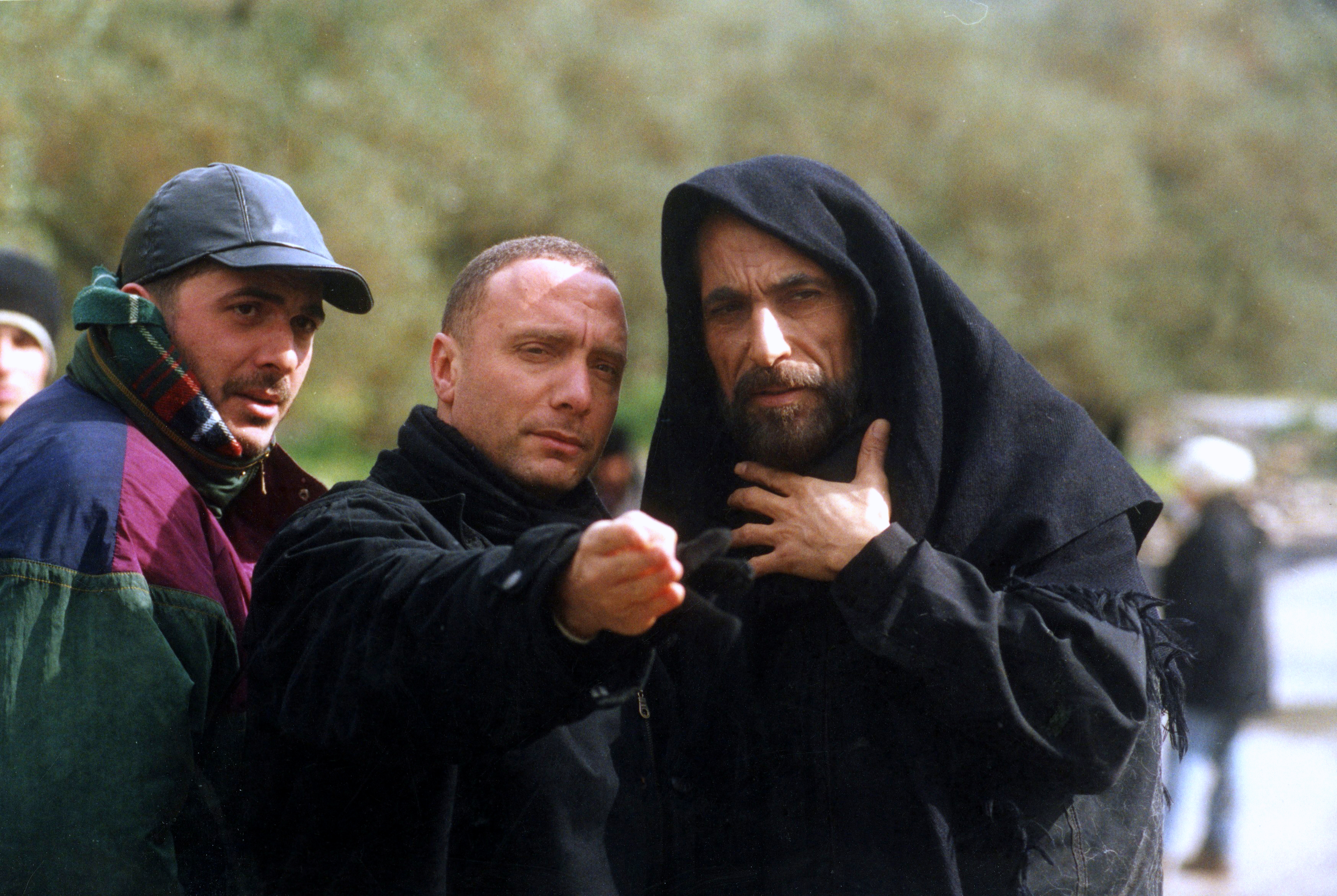
باسل الخطيب والممثل القدير غسان مسعود في جلسة تصوير مسلسل أنشودة المطر سنة 2003

- الرؤية الأخيرة - سيناربو وإخراج فيلم تلفزيوني (1992)
- جليلة فيلم تلفزيوني (1993)
- وقائع وأحلام فرج - فيلم تلفزيوني (1993)
- مذكرات رجل فاشل - فيلم تلفزيوني (1995)
- الأسوار - فيلم تلفزيوني (1995)
- ارسم حلمي - فيلم تلفزيوني (1997)
- اليقظة - فيلم تلفزيوني (1997)
- الخريف - سيناريو وإخراج (1994)
- أيام الغضب (1996)
- يوم بيوم (1996)
- هوى بحري (1997)
- الطويبي (1998)
- جواد الليل (1999)
- نداء المتوسط - الذي تم ايقافه لأسباب مجهولة (1999)
- نساء صغيرات (2000)
- ذي قار (2001)
- هولاكو (2002)
- حنين (2002)
- أنشودة المطر (2003)
- مسلسل أبو زيد الهلالي (2003)
- نزار قباني (2005)
- موكب الإباء(2005)
- أسد الجزيرة (2006)
- غلطة عمر (2006)
- عائد إلى حيفا (2004)
- يحيى عياش (2004)
- رسائل الحب والحرب (2007)
- ناصر (2008)
- أدهم الشرقاوي (2009)
- بلقيس (2009)
- أنا القدس (2010)
- الغالبون (2011)
- حدث في دمشق (2013)
- حبيبة (2013)
- حرائر(2015)
- أحببتك منذ الصغر (2015)
- ابن باديس (2017)
- مارغريت(2021)
- حارس القدس (مسلسل) (2020)

### مؤلفات
- رواية أحلام الغرس المقدس - الفائزة بجائزة الدكتورة سعاد الصباح للإبداع العربي

وتنشرها الهيئة المصرية العامة للكتاب سنة 1998.
- كتاب السينما والحياة عن المخرج الروسي اندريه تاركوفسكي

ضمن سلسلة الفن السابع من إصدار المؤسسة العامة للسينما بدمشق
- ترجمته لكتاب (المصباح السحري)، السيرة الذاتية لإنغمار برغمان

ضمن سلسلة الفن السابع من إصدار المؤسسة العامة للسينما بدمشق

## تكريمات
- الأردن: تكريم من مهرجان الأردن للإعلام بدورته الرابعة 2021[7]

## وصلات خارجية
- باسل الخطيب على موقع IMDb (الإنجليزية)
- باسل الخطيب على موقع قاعدة بيانات الأفلام العربية
- باسل الخطيب على موقع قاعدة بيانات الفيلم (الإنجليزية)

الموقع الرسمي للمخرج Basil Alkhatib